# South Warnborough
South Warnborough is een civil parish in het bestuurlijke gebied Hart, in het Engelse graafschap Hampshire.